# Ama-gi

Ama-gi en escritura cuneiforme del idioma sumerio

Ama-gi, escrito 𒂼𒄄 (ama-gi4) o 𒂼𒅈𒄄 (ama-ar-gi4), es una palabra sumeria que expresa la manumisión de los esclavos. Traducida literalmente, significa "retorno a la madre" en la medida que los antiguos esclavos "retornaban a sus madres" (i.e., liberados). Se cree que es la primera expresión escrita del concepto de libertad, siendo encontrada en documento de arcilla escrito alrededor del año 2300 a. C. en la ciudad-estado de Lagash.

## Uso sumerio

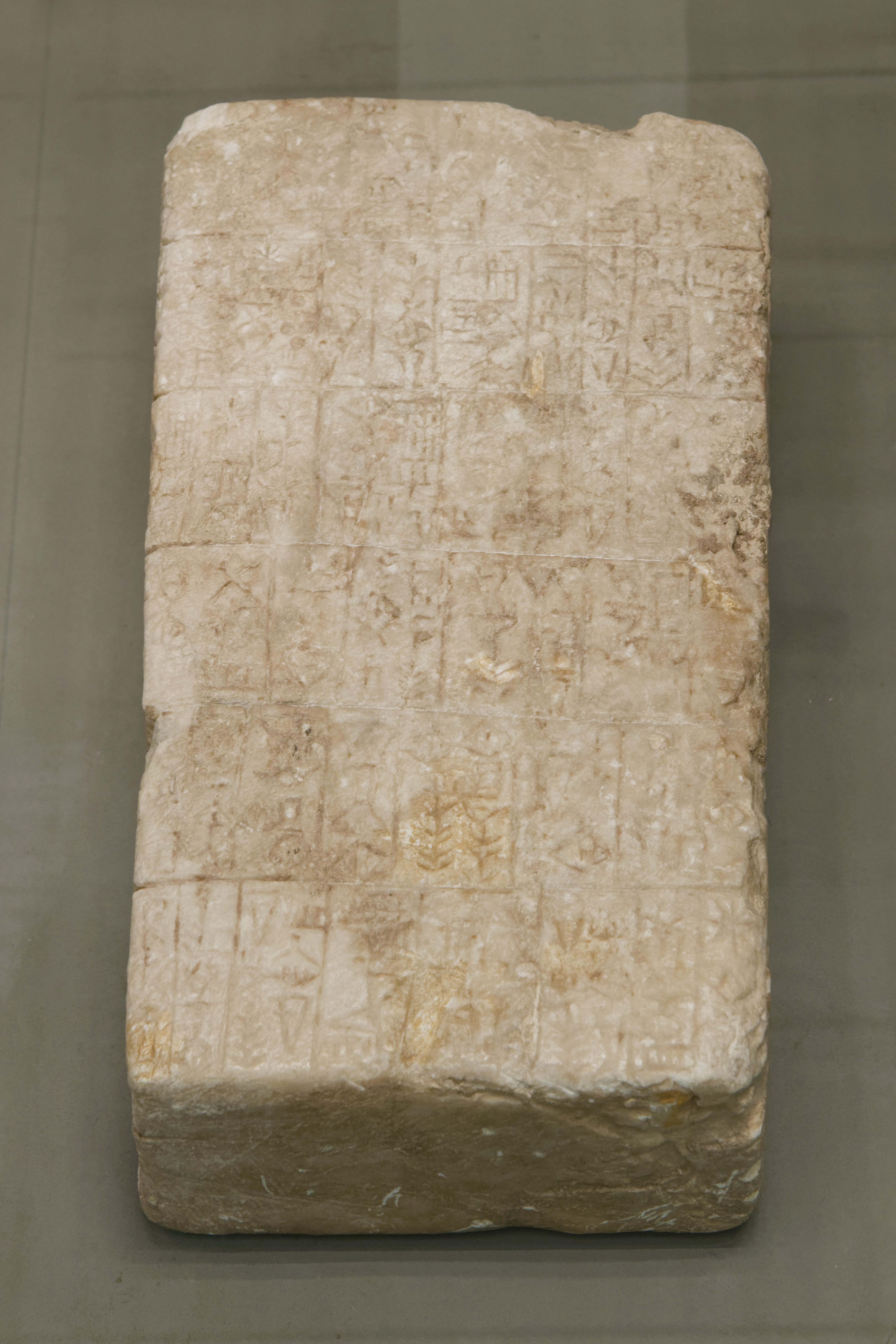
La piedra fundacional de Enmetena contiene la primera mención conocida de la palabra Ama-gi.

Ama-gi se ha traducido como "libertad", pero también como "manumisión", "exención de deudas u obligaciones", o "restauración de personas y bienes a su estado original", incluida la condonación de deudas. Otras interpretaciones incluyen una "reversión a un estado anterior" o la liberación de deudas, esclavitud, impuestos o castigos.
La palabra tiene su origen en el sustantivo ama "madre" (a veces con el marcador de caso dativo enclítico ar), y el participio presente gi4 "volver, restaurar, devolver", por lo que literalmente significa "volver a la madre".
El asiriólogo Samuel Noah Kramer la ha identificado como la primera referencia escrita conocida al concepto de libertad. Refiriéndose a su significado literal "volver a la madre", escribió en 1963 que "todavía no sabemos por qué esta figura retórica llegó a utilizarse para 'libertad'".
El primer uso conocido de la palabra fue en el decreto de Enmetena que devolvía "el niño a su madre y la madre a su hijo". En la Tercera Dinastía de Ur, se utilizaba como término legal para la manumisión de individuos.
La inscripción corresponde al tiempo en que Urukagina asumió el poder en la región de Lagash, tras una revuelta contra los aumentos masivos de impuestos, cuando él permitió a grandes segmentos de la población abandonar los servicios compulsivos. Toda la reforma fue designada como "amar-gi", lo que significa que estaban en libertad para regresar a casa, e incluyó también la eliminación de muchas restricciones impopulares y la devolución de sus propiedades incautadas.
En algunos textos cuneiformes, se traduce por la palabra acadia andurāru(m), que significa "libertad", "exención" o "liberación de la esclavitud (por deudas)".

## Uso libertario moderno
La escritura cuneiforme Ama-gi ha sido adoptada como símbolo de varias agrupaciones libertarias, popularizándola. El periódico de la Hayek Society del London School of Economics se titula Ama-gi. Una versión del símbolo es usada como logotipo de marca de la firma editorial de Estados Unidos, Liberty Fund. En Perú el símbolo es usado por el Instituto Político para la Libertad. En Costa Rica se formó un instituto liberal llamado Amagi.